# اوله ریپان
اوله ریپان (اوکراینی: Олег Павлович Рипан؛ زادهٔ ۲۸ ژوئیهٔ ۱۹۷۲) بازیکن فوتبال اهل اتحاد جماهیر شوروی سوسیالیستی است.
از باشگاه‌هایی که در آن بازی کرده‌است می‌توان به باشگاه فوتبال اسپارتاک ایوانو-فرانکیفسک، باشگاه فوتبال دینامو استاوروپول، باشگاه فوتبال روستوف، و باشگاه فوتبال فورسکلا پولتاوا اشاره کرد.